# Agighiol, Tulcea
Agighiol este un sat în comuna Valea Nucarilor din județul Tulcea, Dobrogea, România. Se află la poalele Dealurilor Tulcei, pe malul lacului omonim.
Pe teritoriul său a fost descoperit un tumul ce adăpostea un mormânt princiar, datat de arheologi sec. 4 - 2 Î.Hr. La vest de sat se află o pădure de salcâm ce ocupă o suprafață de circa 200 ha. Satul dispune de canalizare
Satul este amplasat în nordul Lacului Razim. A fost înființat în secolul al 18-lea de turci, care i-au dat această denumire (hagi = sfânt; ghiol = lac). Unele păreri susțin că denumirea satului provine de la „lac amar" (agi = amar).
Localitatea Agighiol este cunoscuta în lumea întreagă ca un important punct fosilifer triasic. Punctul fosilifer de la Agighiol, situat în Dealul Pietrosu, se desfășoara pe o suprafață de 3 hectare.
Satul a fost locuit de bulgari până în 1940 când s-a făcut schimb de populație cu Bulgaria, în urma cedării Dobrogei de Sud.

## Istoric
Localitatea Agighiol a luat fiinta in secolul al XVIII-lea d.Hr., simultan cu alte sate de pe intinsul Dobrogei, fiecare dintre acestea avand populatie de origine turca. In anul 1812,in urma unui razboi ,turcii asezati la Agighiol parasesc satul si se stabilesc pe locul unde se afla astazi satul Randunica, in scopul de a fi mai aproape de centrul lor administrativ de atunci (Babadag), precum si din dorinta de a fi mai aproape de drumul care lega cele asezari importante: Tulcea si Babadag. Primii romani asezati pe pamant agighiolean au fost strabunii celor ce poarta azi numele de "Dorascu".
Denumirea satului “Agighiol” este atribuita tot de turci si inseamna “lac tamaduitor” sau “lac amar”, deoarece in apropiere de sat se afla un lac, cu acelasi nume, si acesta era folosit ca staþiune balneara (pana in 1900), namolul sau fiind indicat in tratarea bolilor reumatice.
In nomenclatura din arhiva Bisericii din sat, sigiliul vechi al bisericii si al primariei, sau in alte documente din secolul al XIX-lea, numele satului apare cu litera “h” inaintea cuvântului “Agighiol”,adicã “Hagighiol”,care inseamnã “Lacul Hagiului”. Cu timpul,iniþiala “h” a fost eliminata,numele satului ramanand “Agighiol”,ca si in zilele noastre,dar si cu alt inteles.
Dupa plecarea turcilor isi fac aparitia si bulgarii si macedo-romanii care raman pânã insa pana in deceniul al V-lea. Bulgarii au fost repatriati, iar macedonenii s-au regrupat in anumite centre specific macedonesti pe intinsul Dobrogei.
In prezent toata populatia satului e alcatuita din români.
Principala ocupatie a sãtenilor este agricultura; locuitorii din Agighiol sunt, in majoritate, de credintã crestin-ortodoxa.
Se cunoaste ca si primii locuitori ai acestui sat, aparþineau cultului ortodox, potrivit invoirilor date de stapanirea turceasca, pe vremuri, si au avut o bisericuta, pana la ferestre in pamant, fara turle si fara clopote - doar o toaca de fier. Din aceasta nu au ramas decat 2 cruci de fier de 1,5 m, pastrate in cadrul Parohiei si cateva icoane care, pe timpul regimului comunist au fost confiscate. Cu timpul, crescand numarul credinciosilor, s-a luat initiativa construirii unei biserici mai incapatoare. Astfel,in anul 1858 a fost obtinuta de la sultan aprobarea pentru construirea unei noi biserici.Noua biserica a fost sfintita in anul 1860 si este si in prezent locul de rugãciune al localnicilor. (ultima renovare s-a facut la iniþiativa preotului Dumitru Dulgheru in perioada 1994-1997,la 8 noiembrie 1997 fiind si sfintita.)
Din marturiile batranilor din Parohie,se stie ca satul a avut si o geamie(pe locul unde se afla curtea lui Dumitrache Mitan).
Satul, prosper in perioada regimului comunist, si decazut dupa decembrie ’89, se infatiseaza azi ca o localitate aflata in curs de dezvoltare. Integrerea europeana se face simtita si aici. Pentru detalii, accesati sectiunea date generale (proiecte de investitii) precum si articolul "Monografia localitatii Agighiol".                        

## Personalități
- Clitus Constantinescu (1905 - 1977), prozator, poet și eseist